# Pasjak
Pasjak (italsky Passiaco) je vesnice v Chorvatsku v Přímořsko-gorskokotarské župě, nacházející se těsně u slovinských hranic. Je součástí opčiny Matulji, nachází se asi 16 km jihozápadně od slovinského města Ilirska Bistrica a asi 19 km severozápadně od Kastavu. V roce 2011 zde žilo 140 obyvatel. Počet obyvatel byl nejvyšší v roce 1900, kdy zde žilo 363 obyvatel, od té doby většinou klesal.
V Pasjaku začíná silnice D8, tzv. Jadranská magistrála, která zde navazuje na slovinskou silnici 7 a je součástí evropské silnice E61. Nachází se zde hraniční přechod Pasjak-Starod.

## Sousední vesnice
| Růžice kompasu |              | Brdce  |            | Růžice kompasu |
| Růžice kompasu | Starod (SLO) | Sever  | Šapjane    | Růžice kompasu |
| Růžice kompasu | Starod (SLO) | Pasjak | Šapjane    | Růžice kompasu |
| Růžice kompasu | Starod (SLO) | Jih    | Šapjane    | Růžice kompasu |
| Růžice kompasu | Vele Mune    | Žejane | Veli Brgud | Růžice kompasu |